# Megastigmus atlanticus
Megastigmus atlanticus är en stekelart som beskrevs av Patrick Roques och Skrzypzynska 2003. Megastigmus atlanticus ingår i släktet Megastigmus och familjen gallglanssteklar.
Artens utbredningsområde är:
- Algeriet.
- Marocko.

Inga underarter finns listade i Catalogue of Life.